# 哈维尔·普埃尔塔斯·卡韦苏多
哈维尔·普埃尔塔斯·卡韦苏多（西班牙語：Javier Puertas Cabezudo，20世纪—），西班牙男子赛艇运动员。他曾代表西班牙参加世界赛艇锦标赛，获得一枚金牌和一枚铜牌，均来自男子轻量级八人单桨有舵手项目。